# تكريما لمدينة سربرنيتسا
تكريما لمدينة سربرنيتسا هي منظمة خيرية مقرها المملكة المتحدة تعمل على رفع مستوى الوعي حول الإبادة الجماعية في البوسنة والهرسك وتثقيف الناس حول ما وصفته الأمم المتحدة بأنه أسوأ فظاعة على الأراضي الأوروبية منذ الحرب العالمية الثانية.
المؤسسة الخيرية هي المنظم الوحيد لأسبوع سربرنيتسا التذكاري السنوي الذي يتوج بيوم سربرنيتسا التذكاري في 11 يوليو. أسس الدكتور وقار عزمي منظمة تكريما لمدينة سربرنيتسا في عام 2013 وهو رئيس الجمعية الخيرية. رئيس الجمعية الخيرية هو اللورد بورن من أبيريستويث والمدير هو أميل خان.
تمول جزء من ذكرى سربرنيتسا من قبل وزارة الإسكان والمجتمعات والحكومة المحلية ويعمل على بناء مجتمع أفضل وأكثر أمان وتماسك. ويتم ذلك من خلال ضمان تذكر ضحايا الإبادة الجماعية وتعلم الدروس من هذه الفظائع من خلال الزيارات التعليمية ومن خلال أنصار المجتمع الذين يتعهدون بالوقوف في وجه الكراهية والتعصب.

## الأصول
في عام 2009 اعتمد البرلمان الأوروبي قرار بشأن سربرنيتسا يدعو المجلس والمفوضية إلى الاحتفال على النحو الملائم بالذكرى السنوية لعملية الإبادة الجماعية في سربرنيتسا من خلال دعم اعتراف البرلمان بيوم 11 يوليو باعتباره يوم لإحياء ذكرى الإبادة الجماعية في سربرنيتسا في جميع أنحاء الاتحاد الأوروبي ودعوة جميع دول غرب البلقان إلى أن تحذو حذوها.
في إطار تنفيذ قرار البرلمان الأوروبي أعلن رئيس الوزراء ديفيد كاميرون دعمه لإحياء ذكرى سربرنيتسا في عام 2013 في الذكرى الثامنة عشرة ليوم ذكرى سربرنيتسا. قال رئيس الوزراء:كانت سربرنيتسا دليل صارخ على ما يمكن أن يحدث عندما يُسمح للكراهية والتمييز والشر بالمرور دون رادع. ويسرني أن الحكومة تمكنت من العمل مع تذكر سربرنيتسا وهي مبادرة مكرسة لإحياء ذكرى وتكريم ضحايا سربرنيتسا. في يوم ذكرى سربرنيتشا التقى رئيس الوزراء ديفيد كاميرون أيضا بثلاثة ناجين من الإبادة الجماعية في سربرنيتسا في داونينغ ستريت. وتبادل الناجون تجاربهم مع سربرنيتسا وشدد رئيس الوزراء على أهمية ألا ينسى أبدا ما حدث خلال هذه اللحظة الأكثر خزيا في تاريخ أوروبا.
في عام 2014 أعلن وزير الخارجية ويليام هيغ والمبعوثة الخاصة للمفوض السامي للأمم المتحدة لشؤون اللاجئين أنجلينا جولي خلال زيارتهم إلى سربرنيتسا عن تمويل بريطاني جديد سيمكن 750 شاب من بريطانيا من زيارة سربرنيتشا خلال العامين المقبلين من خلال تذكر برنامج سربرنيتسا حتى لا تنسى دروس الصراع البوسني.

## الدعم

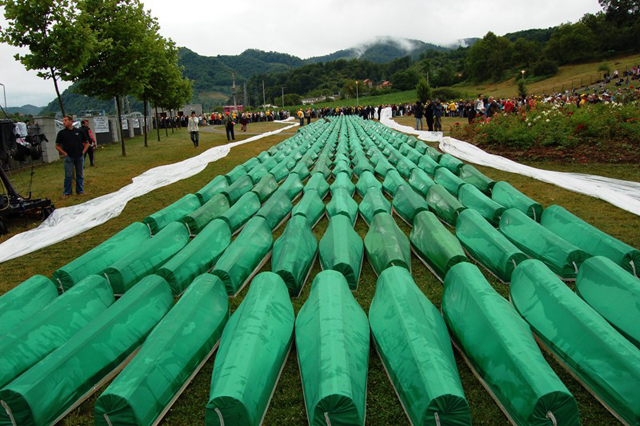
دفن 775 بوسنيا تم التعرف عليهم في عام 2010.

تلقت المنظمة دعم واسع من العديد من الشخصيات البارزة. خلال الاحتفال بالذكرى السنوية الخامسة والعشرين قال رئيس الوزراء بوريس جونسون: هناك من يفضل نسيان أو إنكار فداحة ما حدث. يجب ألا نسمح بحدوث ذلك. نحن مدينون بذلك للضحايا وللأجيال القادمة لنتذكر سربرنيتسا وللتأكد من عدم حدوثها مرة أخرى.
قال صاحب السمو الملكي الأمير تشارلز: من خلال تذكر آلام الماضي وتعلم دروسه يمكننا معا أن نقرر أنه يجب ألا يحدث مرة أخرى. وهذا هو السبب في أن عمل المنظمات مثل المملكة المتحدة تكريما لمدينة سربرنيتشا مهم للغاية ولماذا بعد 25 عام من ارتكاب هذه الجرائم الفظيعة يجب أن نتضامن بقوة مع أولئك الذين فقدوا الكثير.
قال أداما ديينغ المستشار الخاص السابق للأمم المتحدة المعني بمنع الإبادة الجماعية: إن تكريما لمدينة سربرنيتسا يعمل على زيادة الوعي بالمأساة الرهيبة والتثقيف بشأن عواقب الكراهية والتعصب. هذا العمل ضروري في كل مكان. الكاردينال فنسنت نيكولز قال: إن برامج التعليم التي تقدمها منظمات مثل تكريما لمدينة سربرنيتسا بالمملكة المتحدة... هي مهمة للغاية.

## المجالس

### المجالس الوطنية والإقليمية
لدى تكريما لمدينة سربرنيتسا أحد عشر مجلس وطني وإقليمي في جميع أنحاء المملكة المتحدة يلعب دور رئيسي في تنظيم وتنسيق الأحداث التذكارية في مناطقهم. تتكون جميع المجالس من متطوعين. فيما يلي قائمة بهذه المجالس وكراسيها:
- اسكتلندا: برئاسة جولي أدير.
- ويلز: برئاسة أبي كارتر وسليم كيدواي.
- أيرلندا الشمالية: برئاسة بيتر أوزبورن.
- شرق ميدلاندز: برئاسة كيم صادق.
- شرق إنجلترا: برئاسة الدكتورة هيلين كونولي.
- لندن وساوث إيست: برئاسة رامز كليم.
- الشمال الشرقي: برئاسة لوسي آدامز وسمايو بيشو.
- الشمال الغربي: برئاسة إلينور تشوهان.
- الجنوب الغربي: برئاسة الدكتورة لويز ليفيسي.
- ويست ميدلاندز: برئاسة رئيس المشرفين مات شاير.
- يوركشاير: برئاسة جو ريتشموند.

### المجالس الاستشارية
يساعد المجلس الاستشاري الأكاديمي لمنظمة تكريما لمدينة سربرنيتسا على تقديم الدعم والتوجيه فيما يتعلق بالمسائل السياسية والاجتماعية والتاريخية والتعليمية المتعلقة بالإبادة الجماعية في سربرنيتسا وأهداف الجمعية الخيرية لزيادة الوعي وإحياء ذكرى الإبادة الجماعية في المملكة المتحدة وفي جميع أنحاء العالم. يرأس مجلس الإدارة البروفيسور إريك جوردي.
يتألف المجلس الاستشاري للمجتمع البوسني التابع للمؤسسة الخيرية من أعضاء الجالية البوسنية البريطانية من جميع أنحاء البلاد ويقدم المشورة والدعم لعمل المؤسسة الخيرية.

## الأعمال

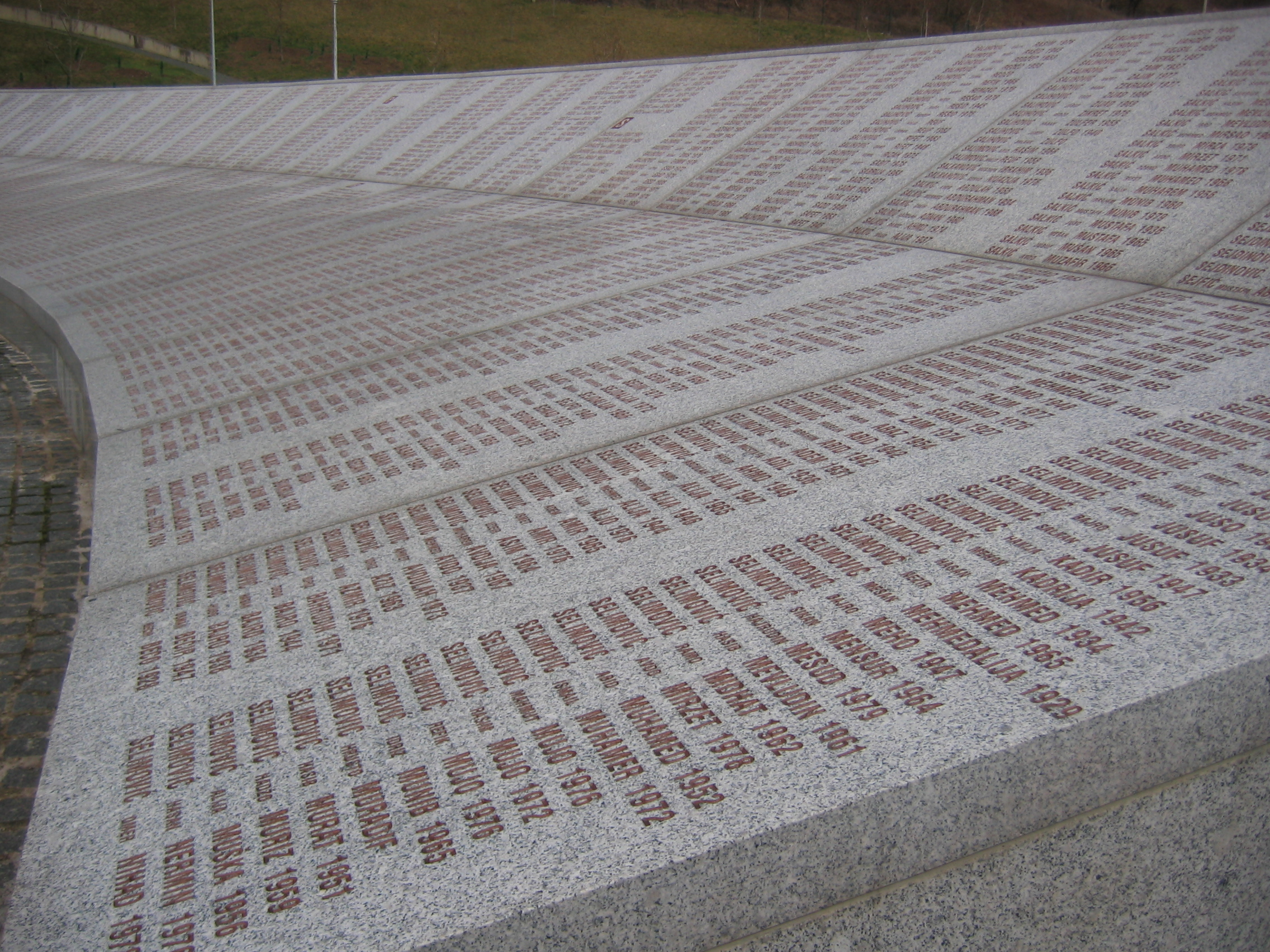
جدار الأسماء في النصب التذكاري للإبادة الجماعية في سربرنيتسا في بوتوتشاري.

### أسبوع سربرنيتسا التذكاري
منذ عام 2013 نظمت منظمة تكريما لمدينة سربرنيتسا ما يقرب من 7500 حدث وأنشطة تذكارية لسربرنيتسا في جميع أنحاء المملكة المتحدة.
أقامت المملكة المتحدة يومها التذكاري الأول في سربرنيتسا في عام 2013 للاحتفال بالذكرى الثامنة عشرة للفظائع مع الناجين وكبار السياسيين والقادة الدينيين الذين قدموا احترامهم للضحايا في لانكستر هاوس بوسط لندن بما في ذلك وزير الخارجية ويليام هيغ ووزير الخارجية إريك بيكلز ووزيرة الظل هيلاري بين واللورد بادي أشداون والكاردينال فينسينت نيكولز.
منذ عام 2014 نظم أسبوع كامل من الأحداث التذكارية في جميع أنحاء المملكة المتحدة كل عام مع الأحداث التذكارية الوطنية لسربرنيتسا التي عقدت في لندن وكارديف وادنبره (وأيضا في بلفاست من عام 2016 فصاعدا) والتي تضمنت الناجين والسياسيين والزعماء الدينيين.
اتبعت الاحتفالات بأسبوع سربرنيتسا التذكاري مواضيع محددة كل عام منذ الذكرى العشرين في عام 2015:
- 2015: تعلم الدروس.
- 2016-21: بلوغ سن الرشد.
- 2017: النوع الاجتماعي والإبادة الجماعية.
- 2018: أعمال الشجاعة.
- 2019: رأب الصدع: مواجهة الكراهية.
- 2020: كل إجراء مهم.
- 2021: إعادة بناء الحياة.
- 2022: مكافحة الإنكار: تحدي الكراهية.

#### أسبوع سربرنيتشا التذكاري 2020
في عام 2020 وبسبب انتشار جائحة كورونا أُلغي العديد من الأحداث المخطط لها للاحتفال بالذكرى السنوية الخامسة والعشرين بما في ذلك الحدث التذكاري الوطني لسربرنيتسا المقرر عقده في كاتدرائية القديس بولس. نتيجة لذلك ولأول مرة على الإطلاق أقيم الاحتفال بيوم سربرنيتسا الوطني البريطاني بالكامل عبر الإنترنت على قنوات التواصل الاجتماعي الخاصة بالمؤسسة الخيرية وقد أذاعته قناة الجزيرة وفيس تي في وحياة تي في وقناة الإسلام.
كان من بين المتحدثين البارزين الذين شاركوا في احتفال الذكرى الخامسة والعشرين صاحب السمو الملكي الأمير تشارلز ورئيس الوزراء بوريس جونسون وأنجلينا جولي ورئيس البوسنة والهرسك شفيق جعفروفيتش ووزير الدولة للإسكان والمجتمعات والحكم المحلي والنائب روبرت جينريك والسير كير ستارمر عضو البرلمان وزعيم حزب العمال وديفيد كاميرون والرئيس بيل كلينتون واللورد ويليام هيغ والوزيرة مادلين أولبرايت ومفتي البوسنة والهرسك حسين كافازوفيتش والحاخام الأكبر إفرايم ميرفيس ورئيس أساقفة وستمنستر والكاردينال فنسنت نيكولز والإمام قاري عاصم ورئيس المجلس الاستشاري الوطني للمساجد والأئمة. بالإضافة إلى الاحتفال الوطني أقيم أكثر من 1700 حدث وأنشطة تذكارية في جميع أنحاء المملكة المتحدة نظمتها المنظمات الدينية والمجالس المحلية والمدارس وغيرها. في عام 2020 احتفلت 151 سلطة محلية في المملكة المتحدة بذكرى من خلال أنشطة مختلفة مثل الوقوف دقيقة صمت ورفع علم سربرنيتسا وإضاءة المباني والجسور البارزة باللونين الأخضر والأبيض وتنظيم فعاليات تذكارية افتراضية. وقع 53 نائب من الحزب الوطني الإسكتلندي والمحافظين والعمل والديمقراطيين الليبراليين والأخضر وبليد سيمرو والحزب الديمقراطي الاتحادي وحزب التحالف على اقتراح اليوم المبكر للاحتفال بالذكرى السنوية الخامسة والعشرين.
كما أقيمت فعاليات إحياء الذكرى عبر الإنترنت في ويلز واسكتلندا وأيرلندا الشمالية. نيكولا ستورجون الوزير الأول لأسكتلندا ومارك دراكفورد الوزير الأول لويلز نشر كلاهما مقاطع فيديو على الإنترنت للاحتفال بالذكرى السنوية الخامسة والعشرين للإبادة الجماعية. في أيرلندا الشمالية وبفضل دعم الأحزاب السياسية الرئيسية الستة زُرعت شجرة تذكارية في مقاطعة ستورمونت في بلفاست في حفل حضره الوزراء الصغار ديكلان كيرني ووزير المالية كونور مورفي والناجية ميفليدا لازيبي جوردون ليونز.
خلال أسبوع الذكرى 2020 أطلقت منظمة تكريما لمدينة سربرنيتسا معرض سربرنيتشا الافتراضي الذي وُصف بأنه أول معرض افتراضي مستوحى من الفن لأي إبادة جماعية في العالم. يهدف المعرض إلى تقديم منظور فريد للإبادة الجماعية بطريقة تضفي طابع شخصي على تلك القصص التي قدمت غالبا على أنها إحصاءات الضحايا.

#### أسبوع سربرنيتسا التذكاري 2021
أطلق موضوع الاحتفال بذكرى عام 2021 إعادة بناء الحياة يوم الخميس 4 فبراير 2021 في حدث إطلاق عبر الإنترنت. يسعى الموضوع إلى تسليط الضوء على الطريقة التي أعاد بها الناجون من الإبادة الجماعية في البوسنة والهرسك إعادة بناء حياتهم. من المتحدثين في الحدث: اللورد جرينهالغ ووزير الدولة في وزارة الإسكان والمجتمعات والحكم المحلي وسعادة زيليكو كومشيتش وعضو رئاسة البوسنة والهرسك والنائبة ليزا ناندي وزير خارجية الظل وكيرستي ويليامز وزير التعليم في حكومة ويلز وبيتر أوزبورن ورئيس إحياء ذكرى سربرنيتشا أيرلندا الشمالية.
بُث حفل يوم ذكرى سربرنيتسا الوطنية في المملكة المتحدة 2021 في 8 يوليو وشاهده آلاف الأشخاص في كل من المملكة المتحدة وخارجها. وكان من بين المتحدثين الذين شاركوا في الاحتفال: الرئيس شفيق ديافيروفيتش ووزير الخارجية دومينيك راب والوزير الأول لاسكتلندا ونيكولا ستورجون والوزير الأول لويلز ومارك دراكفورد والوزير الأول والنائب الأول لأيرلندا الشمالية وبول جيفان وميشيل أونيل ومفتي البوسنة والهرسك حسين كافازوفيتش وكبار الممثلين الدينيين من المملكة المتحدة والناجين من الإبادة الجماعية والتطهير العرقي. كانت هناك أيضا عروض من المسرح الوطني الشهير في سراييفو وممثلين وممثلات بارزين من البوسنة والهرسك.

### دروس من برنامج زيارات سربرنيتسا

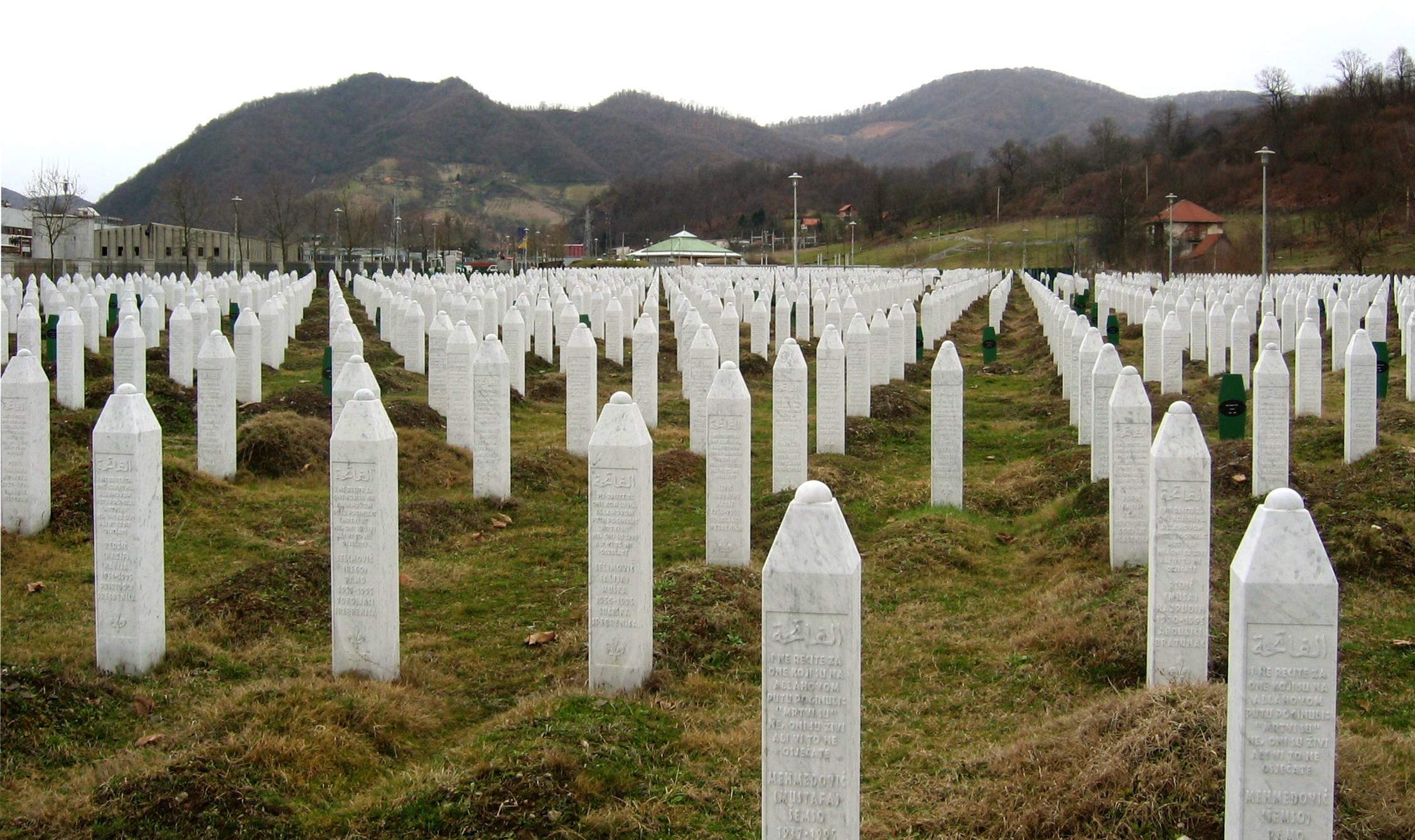
شواهد القبور في النصب التذكاري للإبادة الجماعية في سربرنيتسا في بوتوكاري. صورة: مايكل بوكر.

دروس من سربرنيتسا هو برنامج تعليمي رائد أنشئ للمساعدة في تقوية المجتمع البريطاني حيث يشارك أكثر من 1450 شخص من المملكة المتحدة منذ عام 2013. هؤلاء الأفراد يأتون من جميع مناحي الحياة وجميع الأعراق ومن جميع الأديان أو ليس لديهم دين واحد والشيء المشترك: الرغبة في تعزيز التغيير الإيجابي داخل مجتمعهم المحلي من خلال الموافقة على التعهد بتعزيز التماسك والتكامل المجتمعيين. يلعب المشاركون دور مهم في تنظيم الأحداث التذكارية والأنشطة الأخرى في جميع أنحاء البلاد والعمل جنبا إلى جنب مع المجالس الإقليمية الإنجليزية الثمانية لذكرى سربرنيتسا ومجالس الدول الثلاث.

### التعليم
من خلال العمل جنبا إلى جنب مع المدارس في جميع أنحاء المملكة المتحدة قامت المنظمة بتعليم أكثر من 100000 شاب حول سربرنيتسا في السنوات الست الماضية. توفر المؤسسة الخيرية موارد تعليمية مثل خطط الدروس وعروض التجميع لدعم المعلمين في تعليم تلاميذ المدارس الابتدائية والثانوية.
كما أنه ينظم بطولة كرة القدم نحن واحد في المدارس والمجموعات الشبابية والتي يدعمها اتحاد الكرة وكيك إت أوت واتحاد كرة القدم للمدارس الإنجليزية وإشهار البطاقة الحمراء للعنصرية ولاعب كرة القدم أسمير بيغوفيتش.

### بودكاست قتل لا يوصف
في عام 2020 أطلقت منظمة تكريما لمدينة سربرنيتسا بالشراكة مع الرسالة وصلت سلسلة بودكاست بعنوان قتل لا يوصف والتي أصدرت على جميع المنصات الرئيسية مثل آبل بودكاست وسبوتفاي وجوجل بودكاست. يعرض المسلسل شهادات حصرية للناجين وتحليلات من الخبراء حول الفترة التي سبقت الإبادة الجماعية في سربرنيتسا وتكشف الأحداث المحيطة بها. لاقى إطلاق البودكاست تغطية على موقعي سبيكتاتور والجارديان.
في مايو 2021 فاز بودكاست قتل لا يوصف بجائزتين في أرياس المرموقة وفاز بالميدالية البرونزية عن جائزة التأثير وفضية أفضل شراكة تجارية. صنفت البودكاست ضمن أفضل 200 بودكاست في كل من المملكة المتحدة والولايات المتحدة كما تلقت صحف من سبيكتاتور والغارديان وديلي ميرور في المطبوعات وعلى الإنترنت كملفات بودكاست مميزة لهذا الأسبوع.

### برنامج تحويل الصراع وسريبرينيتشا
في عام 2019 بدأت المؤسسة الخيرية أيضا برنامج تحويل الصراع وسربرنيتسا الذي يموله برنامج بيس وبدعم من مجلس أنتريم الأوسط والشرق في أيرلندا الشمالية. يقوم هذا البرنامج بتعليم القادة الشباب الذين تتراوح أعمارهم بين 18 و25 عام من منطقة وسط وشرق أنتريم حول سربرنيتسا ويساعدهم على تكوين روابط مع مجتمعاتهم.